# Долинный майду
Долинный майду (Chico, Valley Maidu) — мёртвый индейский язык, который принадлежит майдуанской языковой семье, на котором раньше говорил народ майду, в настоящее время проживающий между рекой Сакраменто и подножием реки Сьерра на севере штата Калифорния в США. Сейчас население говорит на английском языке.